# Молекулярная электроника
Молекулярная электроника — междисциплинарная область науки, изучающая и применяющая отдельные молекулы в качестве составных элементов для изготовления электронных схем (диодов, транзисторов, элементов памяти) и охватывающая физику, химию и материаловедение.
Использование электронных устройств на молекулярных компонентах означает следующий важный шаг в развитии микроэлектроники, позволяющий добиться выигрыша по сравнению с традиционными кремниевыми микросхемами в повышении плотности элементов, быстродействии и понижении энергопотребления. Также молетроника может быть применена в солнечной энергетике, медицине и других областях науки и техники.

## Технология
Одной из самых больших проблем с электрическими измерениями на отдельных молекулах является установление воспроизводимого электрического контакта только с одной молекулой и выполнение этого без замыкания измеряющих электродов. Поскольку текущая фотолитографическая технология не способна производить зазоры между электродами, достаточно малые для контакта с обоими концами тестируемых молекул (порядка нанометров), используются альтернативные стратегии. К ним относятся зазоры молекулярного размера, называемые разрывными соединениями, в которых тонкий электрод растягивается до тех пор, пока не сломается. Одним из способов преодоления проблемы размера зазора является захват молекул специальными наночастицами (расстояние между наночастицами соответствует размеру молекул), а затем нацеливание молекулы на нужное место путём химической реакции, приводящей к обмену местами.
Другой метод заключается в использовании кончика сканирующего туннельного микроскопа (СТМ) для контакта с молекулами, прикреплёнными другим концом к металлической подложке. Ещё один способ прикрепить молекулы к электродам — использовать высокое химическое сродство серы к золоту; но, хотя это и полезно, прикрепление молекул серы происходит случайным образом ко всем золотым поверхностям, а контактное сопротивление сильно зависит от точной атомной геометрии вокруг места присоединения и, таким образом, по сути, ставит под угрозу воспроизводимость соединения. Чтобы обойти последнюю проблему, вместо серы используются фуллерены из-за большой сопряжённой π-системы, которая может электрически одновременно контактировать с большим числом атомов золота, чем один атом серы.
Переход от металлических электродов к полупроводниковым электродам позволяет получить более разнообразные свойства и, таким образом, более интересные приложения. Существуют серъёзные соображения в пользу использования контакта с органическими молекулами с использованием только полупроводниковых электродов, например, нанопроволок с использованием арсенида индия с вкраплением материала с более широкой запрещённой зоной фосфида индия, используемого в качестве электронного барьера для соединения с молекулами.